# Владимировская волость (Херсонский уезд)
Владимировская волость — административно-территориальная единица Херсонского уезда Херсонской губернии.
По состоянию на 1886 состояла из 13 поселений, 13 сельских общин. Население 4332 человека (2121 мужского пола и 2211 женского), 780 дворовых хозяйств.
|                        | Площадь, десятин | В том числе пахотной, дес. |
| ---------------------- | ---------------- | -------------------------- |
| Сельских общин         | 14 420           | 9386                       |
| Частной собственности  | 37 466           | 6165                       |
| Казённой собственности | 2368             | 1000                       |
| Другой собственности   | 240              | 150                        |
| Всего                  | 54 494           | 16 701                     |

Самые большие поселения волости:
- Владимировка — местечко при реке Висунь в 110 верстах от уездного города, 1656 человек, 275 дворов, православная церковь, школа, лавки, 4 ярмарки в год, базар по воскресеньям. За 2½ версты — камера мирового судьи. За 9 вёрст — римско-католический молитвенный дом.
- Мамьевка — село при балке Доброй, 1253 человека, 224 двора, православная церковь, 2 лавки.